# Cộng Hòa, Kim Thành
Cộng Hòa là một xã thuộc huyện Kim Thành, tỉnh Hải Dương, Việt Nam.
Xã Cộng Hòa có diện tích 3,93 km², dân số năm 2019 là 8000 người, mật độ dân số đạt 2035 người/km².

## Lịch sử hình thành
Dưới thời phong kiến, địa bàn xã Cộng Hòa gồm ba xã nhỏ là: Tường Vu, Lai Khê, Thanh Liên. Sau cách mạng Tháng Tám năm 1945, hợp nhất 3 xã nhỏ thành một xã lớn lấy tên là xã Cộng Hòa. Năm 1956, cải cách ruộng đất, đội cải cách ruộng đất đổi tên xã Cộng Hòa thành xã Kim Liên. Năm 1957 lại đổi lại tên cũ là xã Cộng Hòa và tên xã Cộng Hòa được gọi từ đó cho đến nay.

## Điều kiện tự nhiên, xã hội
Xã Cộng Hòa có diện tích 3,93km2, với số dân 8000 người, mật độ dân số 2.035 người/km2; nằm ở phía Tây huyện Kim Thành, nằm trên trục đường quốc lộ 5A, song song với tuyến đường sắt nối liền thành phố cảng Hải Phòng với Thủ đô Hà Nội. Phía đông giáp xã Cổ Dũng, phía nam giáp sông Rạng, phía tây giáp xã Lai Vu, phía bắc giáp xã Thượng Vũ và sông Vận.

## Tiềm năng phát triển kinh tế và những thành tựu nổi bật
Xã Cộng Hòa là nơi giao lưu hàng nông sản, có chợ Lai Khê và tuyến đường 389 thuận tiện cho giao lưu hàng hóa, nhất là hàng nông sản. Giao thông thuận tiện cho việc lưu thông đi lại, có đường bộ, sắt, và tuyến đường Quốc lộ 5A nên có tiềm năng lớn về phát triển công nghiệp, tiểu thủ công nghiệp, đặc biệt là phát triển các ngành dịch vụ. Các công trình phúc lợi của xã phát triển mạnh mẽ như: Đường, trường, trạm đã được kiên cố hoá, trụ sở làm việc của HĐND-UBND đã được xây dựng khang trang. Hai cấp học và trạm y tế đều được công nhận chuẩn quốc gia. (phấn đấu Năm 2014 trường mầm non đạt chuẩn, Trạm y tế đạt chuẩn mức độ 2). 100% thôn, KDC đạt danh hiệu Làng, KDC văn hóa. Nhịp độ tăng trưởng kinh tế năm sau cao hơn năm trước. An ninh – Quốc phòng được giữ vững. Ban công an nhiều năm liền được công nhận là đơn vị Quyết thắng, nhiếu đoàn thể hoạt động tốt được tặng nhiếu bằng khen và giấy khen của các cấp.

## Đơn vị hành chính
Cộng Hòa được chia làm 3 thôn, cả 3 thôn đều được công nhận Làng văn hóa: Tường Vu, Lai Khê, Thanh Liên
Nhiệm kỳ 2020-2025, Đảng bộ xã Cộng Hòa đặt mục tiêu phấn đấu đưa xã Cộng Hòa đạt chuẩn NTM nâng cao, đạt tiêu chuẩn đô thị loại V và trở thành Thị trấn; Phấn đấu đến năm 2030 xây dựng kết cấu hạ tầng kỹ thuật theo hướng văn minh hiện đại đáp ứng các tiêu chí của đô thị loại IV; Với 15 chỉ tiêu phấn đấu chủ yếu trên tất cả các lĩnh vực văn hóa chính trị an ninh quốc phòng quân sự địa phương.